# Ichirnawa Léko
Ichirnawa Léko (auch: Ichirnaoua Léko, Tchirnawa Léko) ist ein Dorf in der Landgemeinde Kantché in Niger.

## Geographie
Das von einem traditionellen Ortsvorsteher (chef traditionnel) geleitete Dorf befindet sich rund zwölf Kilometer westlich des Hauptorts Kantché der gleichnamigen Landgemeinde und des gleichnamigen Departements Kantché, das zur Region Zinder gehört. Zu weiteren Siedlungen in der Umgebung von Ichirnawa Léko zählen Dan Goudaou im Norden, Soki im Südosten, Daouché im Süden, Korgom im Südwesten und Agama im Westen.
Ichirnawa Léko ist Teil der Übergangszone zwischen Sahel und Sudan. Die durchschnittliche jährliche Niederschlagsmenge beträgt hier zwischen 400 und 500 mm.

## Bevölkerung
Bei der Volkszählung 2012 hatte Ichirnawa Léko 1202 Einwohner, die in 181 Haushalten lebten. Bei der Volkszählung 2001 betrug die Einwohnerzahl 596 in 93 Haushalten und bei der Volkszählung 1988 belief sich die Einwohnerzahl auf 486 in 94 Haushalten.

## Wirtschaft und Infrastruktur
Im Dorf wird ein Wochenmarkt abgehalten. Der Markttag ist Montag. Es gibt eine Schule.
Eine Untersuchung von über 3000 Dörfern in Niger in den Jahren 2014 bis 2018 ergab, dass im Gebiet mit einem Radius von einem Kilometer um Ichirnawa Léko 70 Hektar rein landwirtschaftlich genutzte Flächen vorhanden waren, während die Oberfläche bei 40 Hektar Land aus Ortstein bestand, was durch Übernutzung und Entfernung der Oberflächenvegetation verursacht worden war.